# Боссхенгофд
Боссхенгофд (нід. Bosschenhoofd) — село в нідерландській провінції Північний Брабант. Входить до муніципалітету Галдерберге.
Його площа становить 5,13 км², а населення станом на 2021 рік складало 2 555 осіб.
Перша згадка про населений пункт датується 1740 роком.

## Галерея

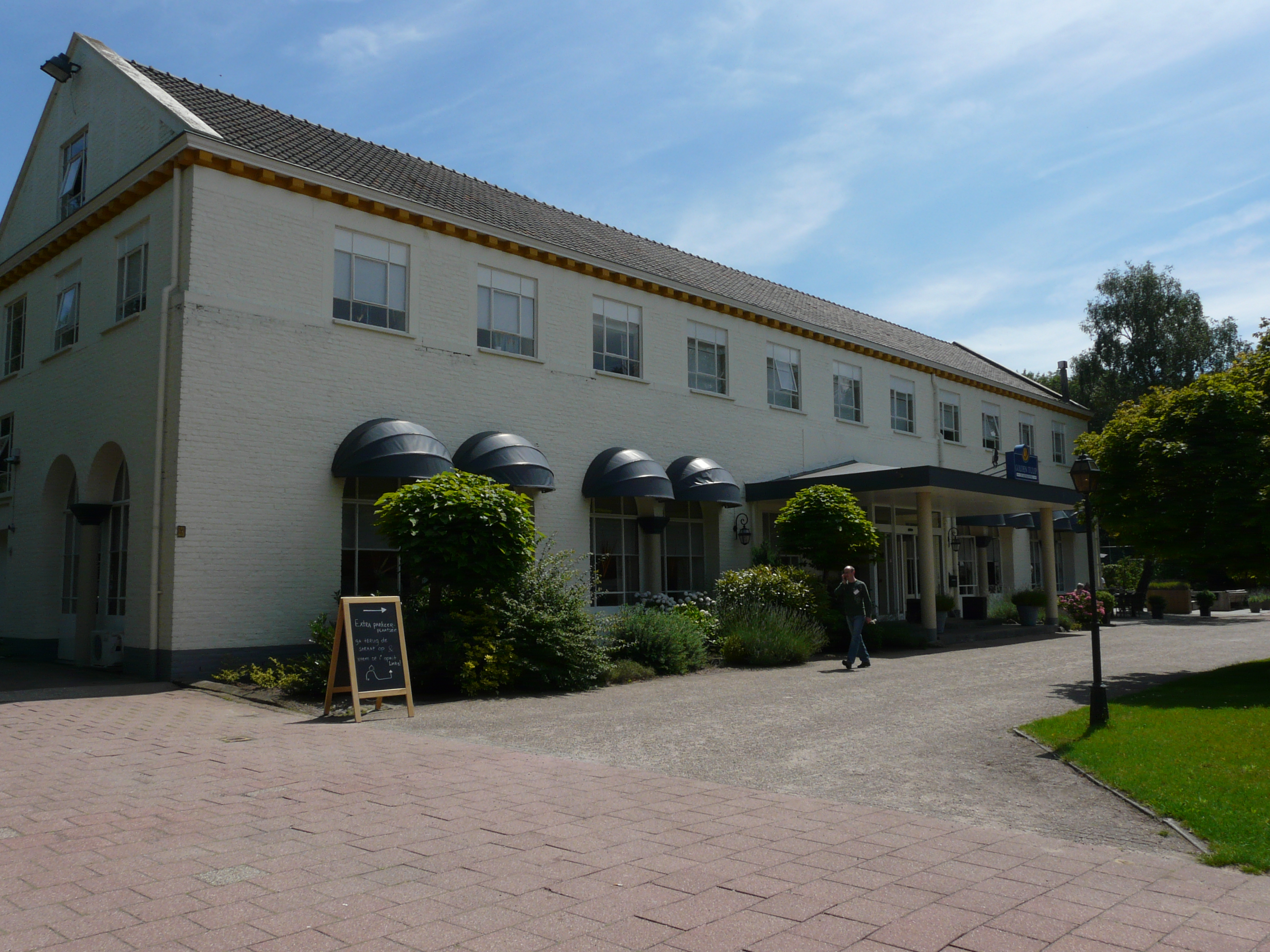
Готель у Боссхенгофді
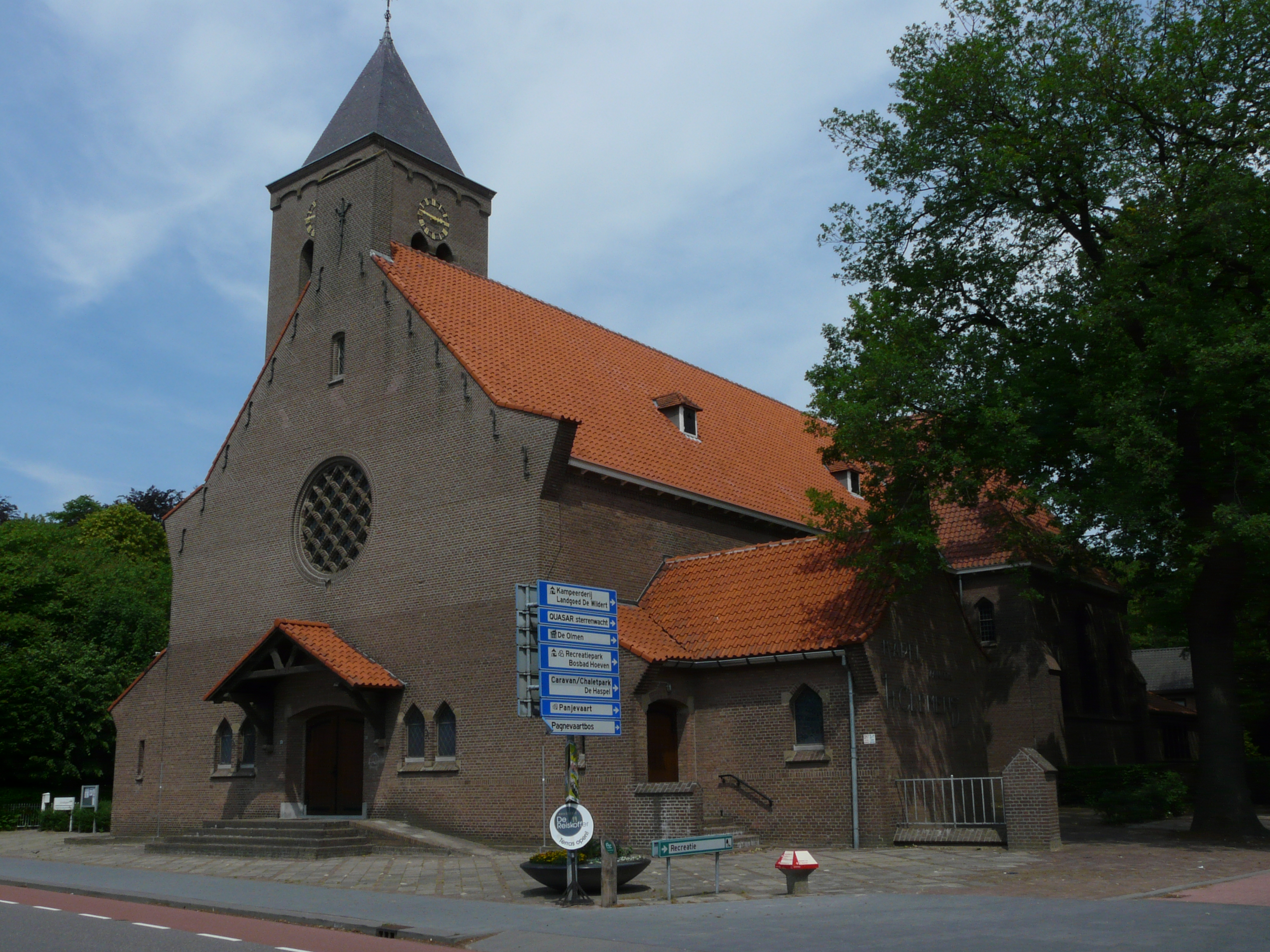
Сільська церква
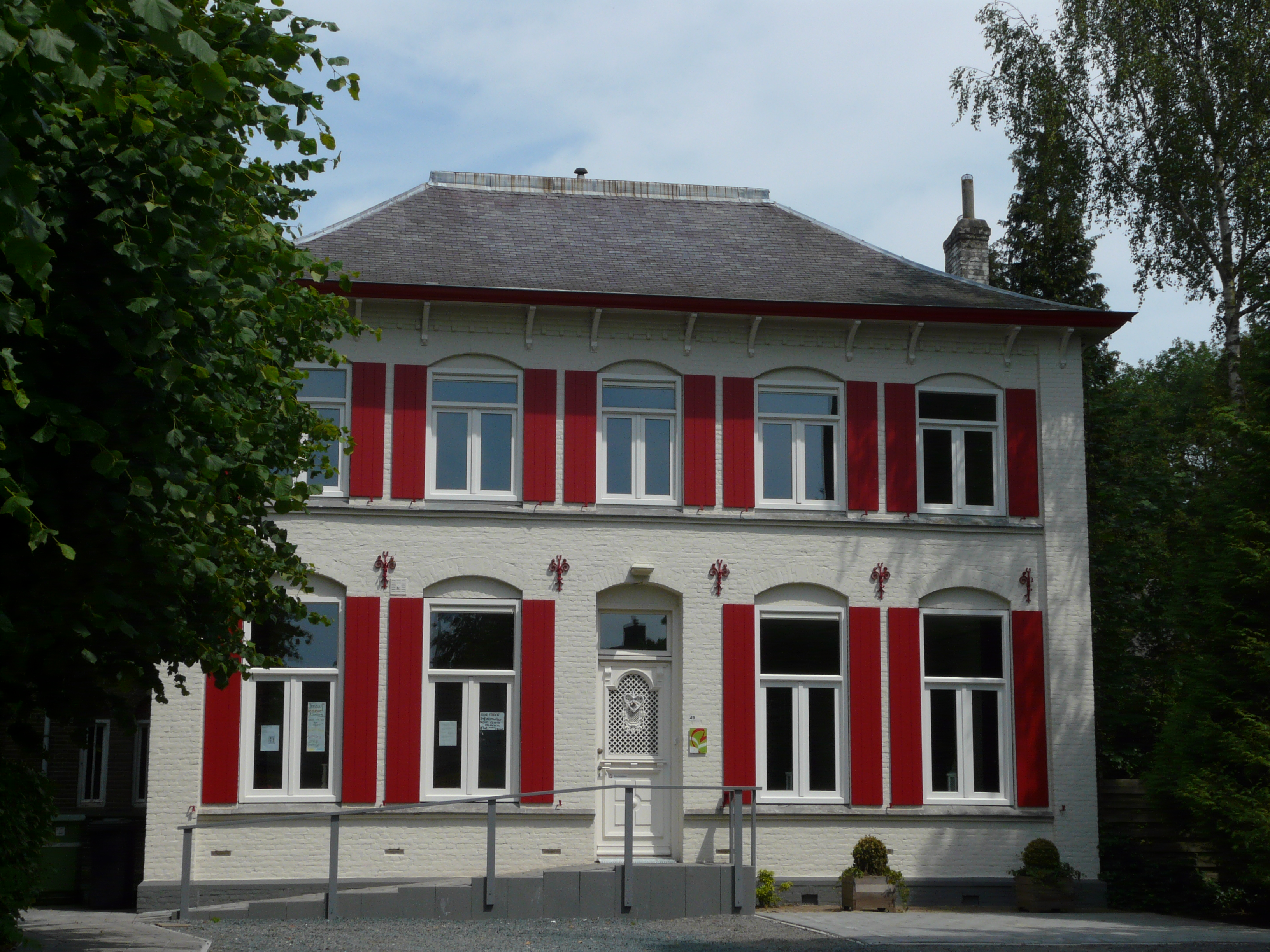
Вілла у селі
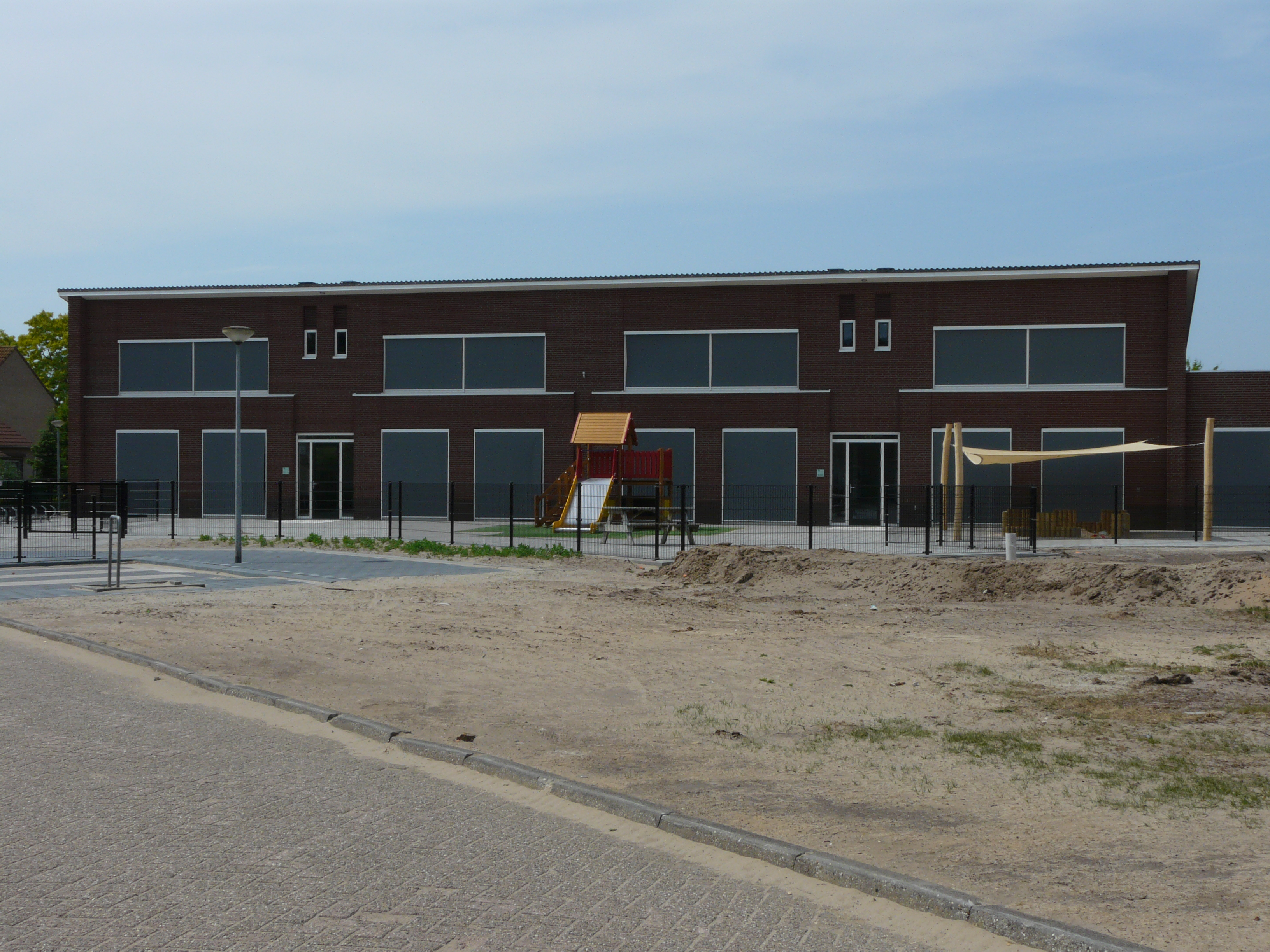
Сільська школа